# Gouvernement Androutsópoulos
Le gouvernement dirigé par Adamántios Androutsópoulos était le gouvernement de la Grèce du 25 novembre 1973 au 23 juillet 1974.
Il a succédé à un Gouvernement Markezínis lié à la dictature des colonels. Il fut de la part de ceux-ci une ultime tentative de transition vers la démocratie. Il fut suivi du gouvernement d'union nationale dirigé par Konstantínos Karamanlís.